# Usbeken

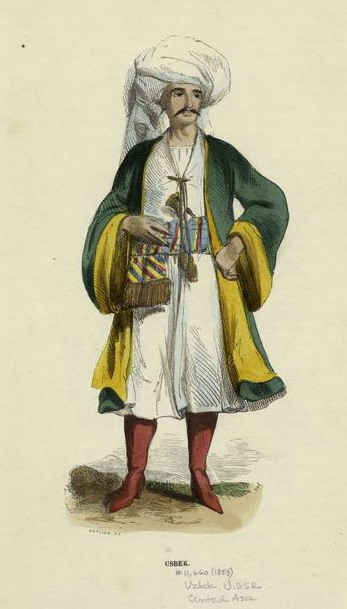
Usbeke in Tracht um 1846

Usbeken (usbekisch Ўзбеклар O‘zbeklar) sind ein zentralasiatisches Turkvolk, das vor allem in Usbekistan, Afghanistan und den angrenzenden Staaten lebt. Weltweit gibt es rund 33 Millionen Usbeken, die nach den Türkei-Türken und den Aserbaidschanern das drittgrößte Turkvolk bilden.

## Namensherkunft und Ethnogenese

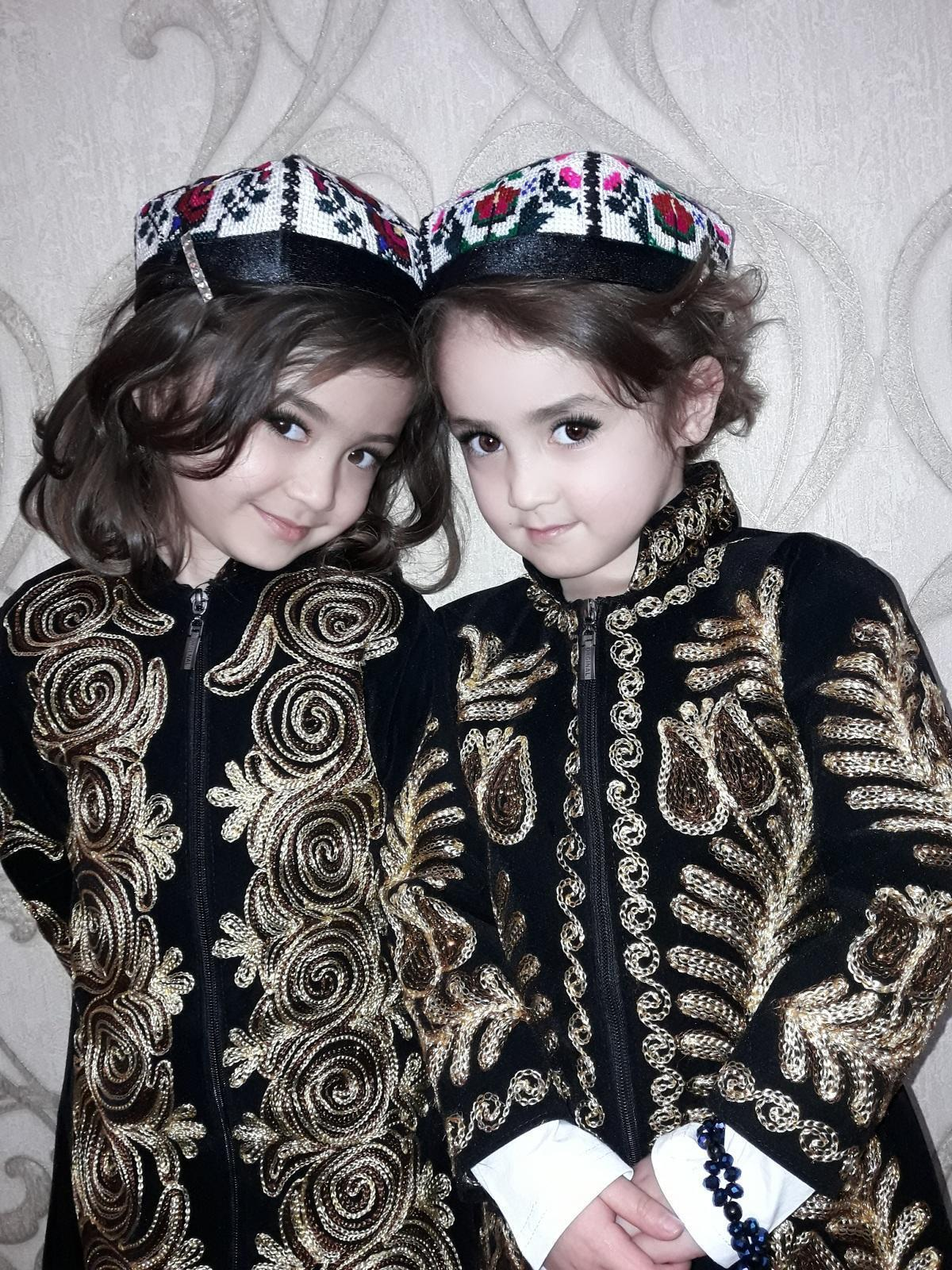
Mädchen in traditioneller Nationaltracht

Das Ethnonym Usbeke leitet sich von Usbek Khan ab, einem Herrscher der Goldenen Horde, der aus dem Haus der Dschingiskhaniden stammte.
Das eigentliche Volk der Usbeken bildete sich zwischen dem 15. und 16. Jahrhundert, als von einem mongolischen Khan geführte Stämme aus den nördlichen Steppengebieten in das bereits turkisierte Transoxanien einfielen. Dort gingen die Eroberer rasch in der autochthonen turk- und iranischsprachigen Bevölkerung auf. Die überwiegend turksprachigen Nomaden dieser Region kamen zwischen dem 6. und 12. Jahrhundert ins Land und standen insgesamt der mongolischen Lebensweise sehr nahe.
Die Stadt- und Oasenbevölkerung wurde jedoch vor allem aus Tadschiken gebildet, die dem iranisch-persischen Kulturareal nahestanden. Als Teile der turksprachigen Nomaden sesshaft wurden, wurden sie von der jeweiligen Orts- und Stadtbevölkerung rasch assimiliert. Dabei übernahmen sie auch das iranische Idiom ihrer tadschikischen Nachbarn.
Nikolai Wladimirowitsch Chanykow, ein zeitgenössischer Betrachter Mitte des 19. Jahrhunderts, stellte 1840 auf seinen zentralasiatischen Reisen fest, dass sich die Usbeken aus 97 Stämmen zusammensetzen und von denen sich etwa 28 im Gebiet des Khanates Chiwa befinden sollten.
Insgesamt definieren sich heutige Usbeken ihrer Abstammung nach in drei Gruppen:
1. Die Sart sind die sesshaften Usbeken und bilden die Bevölkerungsmehrheit. Diese sollen von den Tadschiken abstammen.
2. Die Turki gelten als die Nachfahren der alten Oghusenstämme, die die Region zwischen dem 10. und 13. Jahrhundert beherrschten. Diese Bevölkerungsgruppe weist noch heute eine strenge archaische Stammesstruktur auf und ist unter anderem als Qarkuq und Barlas bekannt.
3. Die Qipchaq sind die Nachfahren der ehemaligen Stämme aus der Goldenen Horde. Sie sprechen kiptschakische Sprachen und weisen ebenfalls eine traditionelle Stammesgliederung auf. So gehören heute die Stämme der Qunqurt, Manggyt und Qurama zu dieser Gruppe.

## Siedlungsgebiete und Religion
In Usbekistan leben heute rund 22,5 Millionen Usbeken (71 % von 33,6 Mio. Einwohnern), den Rest der Einwohner stellen Russen, Tadschiken, Kasachen und andere Ethnien.
Usbekische Minderheiten gibt es in angrenzenden Gebieten:
- Afghanistans (3,8 Millionen),[5]
- Tadschikistans (1,1 Millionen),[6]
- Kirgisistans (853.997),[7]
- Kasachstans (543.592),[8]
- Turkmenistans (270.550),[9]
- im Uigurischen Autonomen Gebiet Xinjiang der Volksrepublik China (10.582, Zensus 2010),[10]
- Anderen Staaten wie Russland, Saudi-Arabien, Pakistan, Australien, USA, Türkei, Ukraine, China, Deutschland, Frankreich

Der sogenannte klassische Schamanismus war die älteste ethnische Religion der Usbeken. Der Ethnologe Klaus E. Müller spricht hier von „Besessenheitsschamanismus“ und meint damit jene Formen, die durch intensive Verschmelzung mit anderen Religionen entstanden sind. Der usbekische Schamanismus wurde vom Islam weitestgehend überformt. Besonderheit war der rituelle Transvestismus. Es gab auch Schamaninnen. Bestimmte kultische Besonderheiten gehen offenbar auf den uralten Kult der Muttergottheit Umai zurück. Auch iranische Einflüsse sind erkennbar (Sonnenkult, vor allem Bemalung der Trommeln). Schamanen und Heiler benutzten Schellentrommel und Peitsche (zur Austreibung von Krankheitsgeistern).
Die Usbeken sind heute überwiegend sunnitische Muslime hanafitischer Rechtsschule.

## Geschichte

### Die Khanate
Die heutigen Usbeken haben eine gemeinsame Geschichte mit den Kasachen, die wie sie aus Westsibirien stammen. Gemeinsam fielen ihre Stämme um 1430 mehrfach in Transoxanien ein.  Die Stämme, die nördlich des Syrdarja lebten, standen unter der Führung des Muslim Abu'l-Chair Chan (1412–1468), der die Angehörigen seiner Stammesföderation „Usbeken“ nannte. Die Usbeken lösten in den von ihnen beherrschten Gebieten die Timuriden als Herrscherschicht ab.
Abu'l-Chair begründete des Usbeken-Khanat. Er sah sich in der Tradition und als Nachfolger von Usbek Khan (reg. 1322–1342), der den Islam in der Goldenen Horde einführte und dort alle Stämme und Horden unter seiner Führung vereinte.
Doch die nördlichen Nomadenstämme zwischen dem Aralsee und der Wolga waren mit der Entwicklung unzufrieden. Bereits 1459/60 und 1465/66 haben sich usbekische Stammesgruppen zwei dschingisidischen Führern, Janibeg (Janibek) und Girai, angeschlossen, und waren nach Mogulistan gezogen. Nach dem Tod Abu'l-Chair folgten ihnen weitere Stammesgruppen. Sie wurden qazaq, die „Wegwandernden“, genannt. Die Kasachen gründeten Mitte des 15. Jahrhunderts das eigenständige „Kasachen-Khanat“.
Um 1500 sammelte der Dschingiskhanide Mohammed Shiban Chan, Enkel von Abu'l-Chair, der seine Familienlinie auf Shibani Khan zurückführte, erneut die usbekischen Stämme und eroberte Samarkand, Buchara, Taschkent und Urgentsch. Er begründete die nach ihm benannte Dynastie der Scheibaniden.
Nach dem Niedergang der Scheibaniden Ende des 16. Jahrhunderts wurden Buchara und Samarkand vom Herrscherhaus der Dschaniden regiert, das sich in die Scheibaniden-Dynastie eingeheiratet hatte. Die Dschaniden stammten aus Astrachan, von wo sie flüchten mussten, und herrschten bis 1785 über die Region. Sie hatten seit dem 17. Jahrhundert enge Beziehungen mit dem persischen Sufi-Orden und so kamen infolgedessen auch die ersten Schiiten in die Region.
Die usbekischen Stämme waren seit dem 18. Jahrhundert in drei turkestanische Khanate vereinigt. Diese Khanate waren kulturell nach dem damaligen Persien ausgerichtet und so genoss die persische Sprache eine große Achtung unter den Fürsten. Folgende Staaten wurden von den Usbeken beherrscht und standen unter der losen Oberherrschaft des persischen Schahs:
1. Das Khanat Kokand, das 1710 von Quqan Chan gegründet wurde und das bis 1876 unter der Regierung seiner Erben stand.
2. Das Khanat Chiwa, das zwischen 1717 und 1920 unter der Herrschaft der Qunurat stand.
3. Das Emirat Buchara, das zwischen 1785 und 1920 den Khan der Manggyt zum Oberhaupt hatte.

### Russische und sowjetische Zeit
Der Reichtum Mittelasiens forderte das Zarenreich heraus und diesem gelangen zwischen 1852 und 1884 umfassende koloniale Eroberungen. Während des letzten Jahrzehnts des 19. Jahrhunderts bis zum sowjetischen Anschluss ordneten die Russen die Region im Namen des Zaren. Die russische Herrschaft über Mittelasien teilte sich das Generalgouvernement Turkestan und das Generalgouvernement der Steppe, sowie die halbkolonial verwalteten Emirate von Buchara (seit 1868 Protektorat) und Chiwa (seit 1873 Protektorat), deren Außenbeziehungen kontrolliert wurden. Im ausgehenden 19. Jahrhundert fand auch der sogenannte „Dschadidismus“ bei einem Teil der Usbeken Eingang. Die Mehrheit der Usbeken lehnte diesen jedoch ab und berief sich auf die persischen Traditionen ihrer Gebiete.
1920 schafften die Sowjets die Emirate von Buchara und Chiwa ab und ersetzten sie bis Februar 1925 durch die Usbekische SSR. Die administrativen Angelegenheiten der Republik wurden in die Hände der jungen und progressiven usbekischen Intellektuellen gelegt, die durch Moskau sanktioniert wurden. Ein Versuch der Zerstörung muslimischer Traditionen durch Seiten der Russen schuf bei der usbekischen Bevölkerung den Wunsch einer autonomen Regierung. Diese Befreiungsbewegung arbeitete eng mit den Kasachen und Turkmenen zusammen und wurde von der Roten Armee unterdrückt. Doch während dieser Zeit entstand bei den Usbeken langsam ein eigenständiges Nationalbewusstsein und sie begannen zu einer Nation zusammenzuwachsen.
Während der sowjetischen Ära wurde das Land hauptsächlich zu einer Rohstoff-Quelle (Baumwolle usw.), für deren Ausbeutung viele Fabriken hergestellt wurden. Es machte die Kollektivierung und Industrialisierung durch. In den späten dreißiger Jahren wurde seine Bevölkerung den Stalinistischen Säuberungen unterworfen. Am Ende der sowjetischen Ära hinterließen diese Bemühungen die Verwüstung des Landes und der Wasserbetriebsmittel der Region. Die Austrocknung des Aralsees ist ein Beispiel davon. Das Restwasser des Aral ist so toxisch, dass die damalige regionale Sowjet-Regierung den am Aralsee lebenden Karakalpaken noch in den 1980er Jahren den Gebrauch des Wassers zur Nahrungszubereitung untersagte.
Etwa ab 1983 erschütterte ein Korruptionsskandal die damalige Usbekische SSR, in deren Folge der usbekische Parteichef Scharaf Raschidow in Moskau Selbstmord beging. Raschidow galt als ausgesprochener Stalinist und er etablierte einen ähnlichen Personenkult. So ließ Raschidow sich als Otaxan, als „Vater der usbekischen Nation“ verehren. Doch reichte dieser Skandal auch bis in die Familie des ehemaligen Staatspräsidenten Leonid Breschnew. Auslöser dieses Skandals war die Tatsache, dass Usbekistan zwischen 1978 und 1983 rund eine Milliarde Rubel für Baumwolle erhalten hatte, die es allerdings nie produziert hatte.

### Umbruch in der Sowjetunion
Ab 1988 begann Michail Gorbatschow seine Politik der Perestroika. Es wurden nun auch den Unionsrepubliken mehr Entscheidungsmöglichkeiten gegeben und so wurde die Verwaltungsstruktur allmählich dezentralisiert. Doch aufgrund des 1983 bekannt gewordenen Korruptionsskandals galt Usbekistan schlechthin als „Wiege der systematischen Käuflichkeit“.
Im November 1988 gründeten 18 liberale Intellektuelle mit der Organisation Birliq („Einheit“) eine außerparlamentarische Bürgerbewegung, die schnell großen Zulauf hatte. Bereits bei der ersten Großdemonstration am 19. März 1989 erreichte „Birliq“ rund 12.000 Usbeken. Bereits 1990 soll diese Bürgerbewegung über 600.000 Mitglieder besessen haben. Eine Zahl, die von staatlicher Seite immer wieder bestritten wurde.
1989 fand im usbekischen Ferghanatal ein von der damaligen usbekischen Regierung geschürtes Pogrom an den 1944 zwangsangesiedelten Mescheten statt, bei dem ca. 100 starben.

### Postsowjetische Zeit
Usbekistan wurde 1991 unabhängig. Seit damals hat das Land seine Wirtschaft variiert, seine Erdgas- und Erdölbetriebsmittel entwickelt und bewogen in Richtung zur Industrialisierung. 1993 begannen kurzfristig Grenzstreitigkeiten zwischen Usbekistan und seinen Nachbarn. Doch während die Konflikte mit Afghanistan, Kasachstan und Turkmenistan rasch friedlich beendet werden konnten, blieben jene mit dem Nachbarn Kirgisistan ungelöst. So kommt es regelmäßig zu bürgerkriegsähnlichen Aufständen der usbekischen Minderheit in Kirgisistan und der kirgisischen Minderheit in Usbekistan. Auch fand eine Re-Islamisierung in Usbekistan statt, als 1990/91 dort eine Sektion der „Islamischen Partei der Wiedergeburt“ gegründet und deren Bestehen von staatlicher Seite aus bekämpft wurde.
Usbekistan verfügt mit seinem nördlichen Nachbarn Kasachstan über freundschaftliche Beziehungen. Nachdem der Minderheit der Karakalpaken weitgehende Minderheitenrechte zugestanden worden waren, war das befürchtete Auseinanderbrechen Usbekistans abgewendet. Zuvor bestand diese Volksgruppe auf den Austritt ihrer Autonomen Republik aus Usbekistan und die Übertragung der staatlichen Außenvertretung an den kasachischen Staat. Doch von den slawischen Minderheiten (vor allem Russen und Ukrainer) hat der Großteil bereits das zentralasiatische Land verlassen.